# Joseph Gruber
Joseph (Pepi) Gruber (Wenen, 4 mei 1912 – aldaar, 30 september 1967) was een Oostenrijks voetbaltrainer.
Pepi Gruber kwam in 1954 naar Nederland als trainer van Vitesse. Daarna werd hij coach van het Utrechtse DOS, dat onder zijn leiding in seizoen 1957/1958 prompt kampioen werd. Hierna werd hij trainer van respectievelijk DWS, wederom DOS, AFC Ajax, manager bij VVV en ten slotte weer trainer van Vitesse. Met Vitesse wist hij in 1966 naar de Eerste divisie te promoveren. Van Ajax was hij coach in het seizoen 1962/1963, waarin hij de tweede plaats behaalde achter PSV, dat haar eerste kampioenschap in de nieuwe opzet van het betaalde voetbal behaalde. In september 1966 werd hij ontslagen bij Vitesse na een geschil met het bestuur. Zijn laatste club werd de Pittsburgh Phantoms, waar hij coach werd van onder meer de Nederlanders Theo Laseroms en voormalig Ajacieden Co Prins en Bertus Hoogerman. In 1967 overleed hij op 55-jarige leeftijd aan een hartaanval tijdens een vakantie in zijn geboortestad Wenen.

## Erelijst
DOS
| Nationaal     |    |         |
| Landskampioen | 1x | 1957/58 |

 Vitesse
| Nationaal        |    |         |
| Tweede divisie A | 1x | 1965/66 |